# Ishmael Kalsakau
Alatoi Ishmael Kalsakau (ur. ?) – polityk z wysp Vanuatu. Od 2016 roku przywódca Unii Partii Umiarkowanych. 4 listopada 2022 roku został premierem państwa po zdjęciu z urzędu Boba Loughmana. Przeciwnik wzrostu znaczenia Chin w polityce Vanuatu. Odwołany 4 września 2023, po tym jak parlament w dniu 16 sierpnia uchwalił przeciwko niemu wotum nieufności.